# Tomás Balcázar
Tomás Balcázar González (Guadalajara, maio de 1931 – 26 de abril de 2020) foi um futebolista mexicano que atuava como atacante.

## Carreira
Balcázar atuou no Chivas Guadalajara, com qual conquistou a edição 1956–57 do campeonato nacional.
Fez parte do elenco da Seleção Mexicana de Futebol, na Copa do Mundo de 1954. É sogro do ex-atleta Javier Hernández e avô do atacante do West Ham Chicharito.

## Morte
Morreu no dia 26 de abril de 2020, aos 88 anos.